# Sandra Lavenex
Sandra Lavenex (* 28. Januar 1970 in Mailand) ist eine Schweizer Politikwissenschaftlerin. 
Lavenex promovierte 1999 am European University Institute in Florenz. Sie war bis 2014 Professorin für Internationale Beziehungen und Global Governance an der Universität Luzern und war Gastprofessorin am College of Europe in Warschau. Aktuell ist sie Professorin für europäische und internationale Politik an der Universität Genf. 2024 wurde sie in den Sachverständigenrat für Integration und Migration berufen.